# Islas Inaccesibles

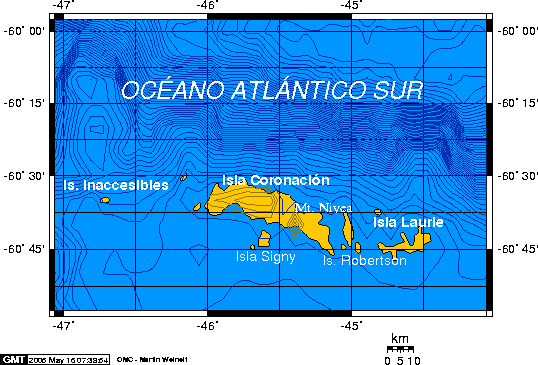
Mapa de las Orcadas del Sur.

Las islas Inaccesibles son un grupo de pequeñas islas abruptas de la Antártida. Están situadas a 60°34′S 46°44′O / -60.567, -46.733 formando el extremo más occidental de las islas Orcadas del Sur, a 20 millas al oeste de la isla Coronación. Tienen una altura de 120 a 215 m.
Fueron descubiertas en diciembre de 1821 por el capitán George Powell, un británico cazador de focas en la balandra James Monroe, aunque es posible que fueran avistadas por Nathaniel Palmer un año antes. Fueron llamadas así por Jorge Powell debido a su aspecto de inaccesibilidad.

## Reclamaciones territoriales
Argentina incluye a las islas en el departamento Antártida Argentina dentro de la provincia de Tierra del Fuego, Antártida e Islas del Atlántico Sur, y para el Reino Unido integran el Territorio Antártico Británico, pero ambas reclamaciones están sujetas a las disposiciones del Tratado Antártico.
Nomenclatura de los países reclamantes: 
- Argentina: islas Inaccesibles
- Reino Unido: Inaccessible Islands